# Strafrechtlicher Bestimmtheitsgrundsatz (Österreich)
Unter dem Bestimmtheitsgrundsatz im österreichischen Strafrecht wird verstanden, dass es keine Strafe ohne Gesetz (nullum crimen, nulla poena sine lege) geben darf. Die Strafbarkeit einer Tat muss klar gesetzlich bestimmt sein. Lücken dürfen nicht zum Nachteil eines Angeklagten ausgelegt werden, ansonsten liegt unter Umständen z. B. ein Verstoß nach Art 7 EMRK vor (Keine Strafe ohne Gesetz). Ebenso dürfen Strafgesetze nur sehr eingeschränkt zurück wirken (Rückwirkungsverbot). Art 49 Charta der Grundrechte der Europäischen Union (GRC) normiert ebenfalls diese Grundsätze.
Gesetzlichen Vorschriften müssen somit folgende Kriterien erfüllen:
- sie müssen erkennen lassen, welche konkreten Handlungen strafbar sind (Klarheitsgebot).[4]
- das Gesetz muss auch zugänglich sein (Zugänglichkeitsgebot, Publikationspflicht), und
- den Normunterworfenen darin eine klare Vorstellung darüber geben, welche Folgen mit einem bestimmten Tun verbunden sind (Vorhersehbarkeitsgebot).

Die Verwendung von gesetzlichen Vermutungen (siehe Unschuldsvermutung kontra Schuldvermutung) und unbestimmter Rechtsbegriffe ist nicht grundsätzlich dadurch ausgeschlossen, es muss aber eine eindeutig Zuordnung zu einer konkreten Bestimmung möglich sein.

## Bestimmtheitsgrundsatz im Verwaltungsstrafrecht
Bestimmtheitsgrundsatz im Verwaltungsstrafrecht (VStG) richtet sich nach dem Staatsrechtlichen Bestimmtheitsgrundsatz und der im Verfassungsrang stehenden EMRK, ist somit auch auf das Verwaltungsstrafrecht des Bundes und der Länder uneingeschränkt anwendbar. Verwaltungsstrafbestimmungen benötigen daher aus dem Gesichtspunkt des Rechtsschutzbedürfnisses eine besonders genaue gesetzliche Determinierung des unter Strafe gestellten Verhaltens und es ist ferner für Strafbestimmungen des § 1 Abs. 1 VStG und des Art. 7 EMRK der Grundsatz zu beachten, "dass eine Tat nur bestraft werden darf, wenn sie gesetzlich vor ihrer Begehung mit Strafe bedroht war, und strafgesetzliche Vorschriften das strafbare Verhalten unmissverständlich und klar erkennen lassen".

## Bestimmtheitsgrundsatz im Disziplinarrecht
Der Verfassungsgerichtshof hat in VfSlg. 11.776 zum Bestimmtheitsgrundsatz erkannt, dass "eine Verurteilung wegen Berufspflichtenverletzung und wegen eines Verstoßes gegen Ehre und Ansehen des Standes auf gesetzliche Regelungen oder auf verfestigte Standesauffassungen – wozu Richtlinien oder die bisherige (Standes-)Judikatur von Bedeutung sind – stützen, die in einer dem Klarheitsgebot entsprechenden Bestimmtheit feststehen" müssen. Dem aus Art 7 EMRK erfließenden Gebot entspreche daher eine Behörde dann nicht, "wenn sie sich – statt zu benennen, gegen welche konkrete Standespflicht ein inkriminiertes Verhalten verstößt – nur mit Rechtsprechungshinweisen begnügt".